# The Queen
The Queen (La reina) es una película británica de 2006 dirigida por Stephen Frears y protagonizada por Helen Mirren, quien interpreta a la reina Isabel II. El argumento gira en torno a la muerte de Diana de Gales y su repercusión sobre la familia real británica.

## Argumento
El 1 de septiembre de 1997, ocurren dos acontecimientos en Inglaterra, Tony Blair ya ha sido elegido flamante primer ministro y el mundo se despierta con la noticia del trágico accidente de la exesposa del heredero al trono británico, Diana, Princesa de Gales. 
El pueblo británico, un gran admirador de Lady Diana, empieza a depositar flores en el palacio de Buckingham y a pedir funerales por "la princesa del pueblo". Pero la familia real británica, de vacaciones en ese momento en el castillo de Balmoral, permanece en  aparentemente  indiferencia a los acontecimientos, especialmente la Reina, que se niega a bajar la bandera a media asta y a celebrar un funeral de Estado, ya que en ese momento la princesa de Gales estaba excluida de la realeza y no poseía el tratamiento de Alteza Real y el protocolo británico no lo autorizaba. 
Sin embargo, el día del divorcio de los Príncipes de Gales, quedó establecido que la princesa perdería el tratamiento de Alteza Real pero conservaría el título de Princesa de Gales. Por lo tanto, seguía siendo miembro de la familia real británica, al ser madre del segundo nivel en la línea de aspirantes al trono británico.
Para Tony Blair (Michael Sheen), nuevo Primer ministro del Reino Unido por el Partido Laborista, es una oportunidad política para consagrarse a nivel internacional. La reina Isabel II (Helen Mirren), cede finalmente ante la insistencia de las atinadas peticiones de Blair, y decide por fin regresar a Londres para mostrar un duelo aparente, a asistir y encargarse de los funerales, y rendirle así un homenaje público a Diana, Princesa de Gales lo que salva a la realeza del creciente repudio del pueblo británico en esas especiales circunstancias.

## Reparto
- Helen Mirren: la reina Isabel II.
- James Cromwell: el príncipe Felipe.
- Alex Jennings: el príncipe Carlos.
- Roger Allam: Robin Janvrin.
- Sylvia Syms: la reina madre.
- Michael Sheen: Tony Blair.
- Helen McCrory: Cherie Blair.

## Premios

### Premios Óscar
| Año  | Categoría                          | Persona           | Resultado |
| ---- | ---------------------------------- | ----------------- | --------- |
| 2006 | Óscar a la mejor película          | Stephen Frears    | Nominada  |
| 2006 | Óscar al mejor director            | Stephen Frears    | Nominado  |
| 2006 | Óscar a la mejor actriz            | Helen Mirren      | Ganadora  |
| 2006 | Óscar al mejor guion original      | Peter Morgan      | Nominado  |
| 2006 | Óscar a la mejor banda sonora      | Alexandre Desplat | Nominado  |
| 2006 | Óscar al mejor diseño de vestuario | Consolata Boyle   | Nominada  |

### Globos de Oro
| Año  | Categoría                                | Persona                                  | Resultado |
| ---- | ---------------------------------------- | ---------------------------------------- | --------- |
| 2006 | Globo de Oro a la mejor película - Drama | Globo de Oro a la mejor película - Drama | Nominada  |
| 2006 | Globo de Oro al mejor director           | Stephen Frears                           | Nominado  |
| 2006 | Globo de Oro a la mejor actriz - Drama   | Helen Mirren                             | Ganadora  |
| 2006 | Globo de Oro al mejor guion              | Peter Morgan                             | Ganador   |

### Premios BAFTA
| Año  | Categoría                              | Persona                             | Resultado |
| ---- | -------------------------------------- | ----------------------------------- | --------- |
| 2006 | BAFTA a la mejor película              | BAFTA a la mejor película           | Ganadora  |
| 2006 | BAFTA a la mejor película británica    | BAFTA a la mejor película británica | Nominada  |
| 2006 | BAFTA al mejor director                | Stephen Frears                      | Nominado  |
| 2006 | BAFTA a la mejor actriz                | Helen Mirren                        | Ganadora  |
| 2006 | BAFTA al mejor actor de reparto        | Michael Sheen                       | Nominado  |
| 2006 | BAFTA al mejor guion original          | Peter Morgan                        | Nominado  |
| 2006 | BAFTA a la mejor música original       | Alexandre Desplat                   | Nominado  |
| 2006 | BAFTA al mejor montaje                 | Lucia Zucchetti                     | Nominada  |
| 2006 | BAFTA al mejor diseño de vestuario     | Consolata Boyle                     | Nominada  |
| 2006 | BAFTA al mejor maquillaje y peluquería | Daniel Phillips                     | Nominado  |

### Premios del Sindicato de Actores
| Año  | Categoría                                         | Persona      | Resultado |
| ---- | ------------------------------------------------- | ------------ | --------- |
| 2007 | Premio del Sindicato de Actores a la mejor actriz | Helen Mirren | Ganadora  |

### Premios César
| Año  | Categoría                 | Resultado |
| ---- | ------------------------- | --------- |
| 2007 | Mejor película extranjera | Nominada  |